# Cemal Gürsel
Cemal Gürsel (Erzurum, 13 oktober 1895 - Ankara, 14 september 1966) was een officier van het Turkse leger en de 4e president van Turkije. 
Gürsel ging naar de basisschool in Ordu en vervolgens naar een militaire middelbare school. Cemal Gürsel heeft de Kuleli militaire academie gevolgd en studeerde af als officier in 1929. Hij werd benoemd tot commandant van de landmacht in 1958 toen hij de leiding kreeg over het 3e leger.
Op 27 mei 1960 namen de Turkse strijdkrachten de macht in handen. De regering werd afgezet, het parlement ontbonden en premier Adnan Menderes gearresteerd. De militaire raad schoof generaal Gürsel naar voren als hoofd van de voorlopige regering.
In anderhalf jaar trof het kabinet-Gürsel maatregelen om terug te keren naar burgerbestuur. De grondwet werd herzien, waarbij een Constitutioneel Hof werd ingesteld om de beginselen van Kemal Atatürk te bewaken. Menderes werd opgehangen en zijn medestanders werden voorlopig buitengesloten van politieke functies.  Verkiezingen brachten de CHP na tien jaar terug in het centrum van de macht. Gürsel werd gekozen tot president van de republiek (Reiscümhür), een toezichthoudende positie.
In 1966 werd Gürsel getroffen door een hersenbloeding. Terwijl hij in een onomkeerbaar coma lag werd stafchef Cevdet Sunay tot zijn opvolger gekozen.
Mustafa Kemal Atatürk · İsmet İnönü · Celal Bayar · Cemal Gürsel · Cevdet Sunay · Fahri Korutürk · Kenan Evren · Turgut Özal · Süleyman Demirel · Ahmet Necdet Sezer · Abdullah Gül · Recep Tayyip Erdoğan
İsmet İnönü · Ali Fethi Okyar · Celal Bayar · Refik Saydam · Şükrü Saracoğlu · Recep Peker · Hasan Saka · Şemsettin Günaltay · Adnan Menderes · Cemal Gürsel · Suat Hayri Ürgüplü · Süleyman Demirel · Nihat Erim · Ferit Melen · Naim Talu · Bülent Ecevit · Sadi Irmak · Bülent Ulusu · Turgut Özal · Yıldırım Akbulut · Mesut Yılmaz · Tansu Çiller · Necmettin Erbakan · Abdullah Gül · Recep Tayyip Erdoğan · Ahmet Davutoğlu · Binali Yıldırım